# 星之卡比 (遊戲)
《星之卡比》是由HAL研究所開發、任天堂發行、於Game Boy運行的平台遊戲，於1992年發售。該遊戲為《星之卡比系列》首作，也是角色卡比首次登場的遊戲，此作開創了被許多續作沿用的設計。
《星之卡比》由櫻井政博設計，他的設計理念是希望讓不熟悉動作遊戲的玩家可以輕鬆上手遊玩，對於技術較嫻熟的玩家，也提供額外的挑戰，包括困難模式及可調整起始生命和起始生命值的設定模式。《星之卡比》於2011年重新發布於任天堂3DS的虛擬主機上，而此遊戲也是Wii上的合集遊戲《20 週年特別收藏集》收錄的遊戲之一。

## 遊戲機制
《星之卡比》為橫向捲軸動作平台遊戲，如同許多8位元和16位元時代的電子遊戲，遊戲關卡在2D平台上呈現，主角卡比可以左右移動或跳躍。卡比的主要攻擊方式是將敵人和物體吸入口中，玩家可以選擇要吞下敵人或將其吐出，若選擇吐出，敵人會化為可造成傷害的五角星形子彈。除了左右移動或跳躍，卡比還可以透過吸氣來飛行，飛行時間無限制，但此時卡比唯一的攻擊方式是將空氣吐出，同時也會結束飛行。
遊戲共有五道關卡，與當時平台遊戲中典型的單一連續走道有別，此遊戲每道關卡是由一系列大空間組成，這些空間以許多門相連接，有些門會通往關卡的隱藏區域或快速通關的捷徑，門是遊戲的檢查站，如果角色死亡，玩家會回到空間的起始點，而非關卡起點。遊戲的目標是擊敗位於關卡盡頭的最終反派，如果卡比觸碰到敵人或危險物體，就會失去生命值，倘若卡比的生命值歸零，或者他掉進無底洞，玩家就會失去一條生命，失去所有生命就會使遊戲結束。卡比可以吃散落在關卡各處的食物來恢復生命。
遊戲中有各種道具，卡比在吞掉後會獲得能力，與續作中的複製能力有別，在《星之卡比》裡，卡比得到的能力屬於較傳統的威力提升，食物是這些道具中的大宗，例如卡比吞下辣咖哩後可以噴火，吞下番薯後可以在維持飛行的情況下噴出空氣。在每道關卡的終點都有一個頭目，卡比必須擊敗頭目才能獲得星星。在大多數的頭目戰中，玩家都要以吞下頭目的攻擊或攻擊產生的小道具來獲得攻擊能力。第三關的頭目戰結合射擊元素，頭目卡布拉會不斷射出薄荷葉進行攻擊。在最終關卡之前，玩家會先經歷魔王復活戰，卡比必須再次與遊戲中所有的頭目對戰一次。此外，關卡中也有許多中頭目。
如同諸多1980年代的平台遊戲，玩家可以透過擊敗敵人或蒐集道具來累積分數，當玩家累積足夠的分數時，會增加額外生命。但是，《星之卡比》沒有存檔功能，所以分數不會被記錄，也因為無法存檔當玩家關閉Game Boy或返回標題後，必須重新開始遊戲。一旦遊戲過關，玩家可在標題畫面輸入特定指令來啟動額外模式，額外模式的敵人更強、速度更快。當玩家通過額外模式後，玩家又可獲得第二組提示，以開啟設定模式。在設定模式中，玩家可自由設定卡比的生命值，也可聽取所有遊戲配樂和音效。

## 劇情
《星之卡比》故事背景為虛構星形行星上的虛構國家，帝帝帝大王奪走了噗噗噗之國居民的食物，並奪走名為閃閃星的秘寶。次日，旅人卡比經過此地，自告奮勇去打倒帝帝帝大王奪回食物和星星。

## 開發
《星之卡比》由HAL研究所的櫻井政博開發，大部分的程式碼是在Twin Famicom上完成的，此設備由夏普生產的授權紅白機相容機，將任天堂的紅白機和FC磁碟機整合到一台硬體上。由於Twin Famicom無法外接實體鍵盤，所以只能用軌跡球和螢幕鍵盤來輸入參數。櫻井表示這個過程就好像是「用午餐盒做午餐一樣」，而這也是當時程式設計的方式。
卡比原本只是開發人員在設計好更複雜的圖像之前所使用的測試角色，但是設計師們越來越中意這個角色，以至於他們後來決定不設計新角色，而是直接把它當成主角。當時它的名字是波波波（日語：ポポポ），而《星之卡比》原名為「閃亮波波」（日語：ティンクル・ポポ），最後主角被更名為卡比，而遊戲名改為《星之卡比》。在遊戲仍處於「閃亮波波」的開發階段時，波波波的顏色尚未定案，櫻井覺得應該是粉紅色的，而宮本茂覺得應該是黃色，最終任天堂將其定為粉紅色。不過因為Game boy只能顯示黑白，卡比在遊戲內仍非粉紅色而是白色，而在美版的遊戲封面插畫中則重新繪製了白色的卡比。雖然粉紅色仍然成了卡比的主色，但在後來的遊戲中，通常會以黃色表示多人遊戲中的第二名玩家。
遊戲配樂由石川淳負責作曲，後來他也持續為《星之卡比系列》作曲，而其中某些配樂也被《任天堂明星大亂鬥系列》再利用，例如該遊戲裡噗噗噗之國場景的背景音樂。

## 迴響
| 汇总媒体     | 得分 |
| ------------ | ---- |
| GameRankings | 62%  |

| 媒体    | 得分  |
| ------- | ----- |
| AllGame | [ 8 ] |

《星之卡比》獲得廣泛的好評。依據GameRankings上的9則評論，它在該網站上獲得62分（滿分100分），成為排名第17佳的Game Boy遊戲。截至1994年5月28日，《星之卡比》的銷量達到130萬份，時至今日的銷量也已超過500萬份，Gamasutra網站表示該遊戲的嶄新機制是使它大獲成功的原因，它是HAL研究所當時最成功的遊戲。Gamasutra的井上理將遊戲的成功歸功於前HAL研究所職員岩田聰，認為他「對創作遊戲有著純樸的熱情」。Game Informer的班·里維斯（Ben Reeves）稱該遊戲為第14佳的Game Boy遊戲，並表示這是款讓人放鬆的遊戲。作家溫蒂·德斯潘（Wendy Despain）以《星之卡比》的情節為例，說明早期平台遊戲推進劇情的方式，她的總結是「主角必須抵達反派面前來伸張正義」。Humongous Life的喬納森·沃爾格倫認為這款遊戲雖然很強，但太過初階。GamesRadar的布雷特·埃爾斯頓針對此作品的音樂撰文，他稱讚最終頭目戰的配樂，表示這首配樂「和其它如同漂浮蛋糕一樣的配樂不同，這是《星之卡比》首作中唯一一首充滿挑戰感或衝突感的音樂」。1UP.com的納迪婭·奧克斯福德（Nadia Oxford）稱讚這款遊戲獨特的平台機制，表示這款遊戲是卡比「貪吃傳奇」的起源。Allgame的約書亞·克莉斯塔認為這是款「適合初學者玩家，以及喜歡有趣但短暫體驗的玩家的偉大遊戲」。
在IGN一篇詳述了《星之卡比系列》歷代各作品的文章中，IGN表示這是款不錯的遊戲，不過與續作相比太過基本。IGN的盧卡斯·M.·湯瑪斯（Lucas M. Thomas）和克雷格·哈里斯（Craig Harris）將《星之卡比》列入他們在任天堂3DS的Virtual Console功能的願望清單。評論表示，比起「新奇聳動」，這款遊戲具有較多的懷舊元素，他們還表示比起林克、瑪利歐、薩姆斯·艾仁和皮特，卡比才是Game Boy上的明星。他們在《Game Boy的歷史》中再次稱讚《星之卡比》的原創性，並表示卡比是開朗且可愛的，而遊戲的特點是「輕鬆愉快的遊戲玩法和輕快的氛圍」。GameSpy的傑拉爾德·維洛里亞（Gerald Villoria）、布萊恩·阿爾塔諾（Gerald Villoria）、萊恩·史考特（Ryan Scott）表示，這部作品相較於其續作顯得太過基本，並補充說因為卡比會飛，所以遊戲缺乏危機感。《任天堂力量》的編輯喬治（George）和鮑勃（Bob）對這款遊戲的評價大致相似，喬治表示此遊戲很有趣，其高品質歸功於出色的遊戲控制和仔細斟酌的概念。鮑勃表示雖然它看似簡單，但對資深玩家而言也是不錯的挑戰。GamesRadar將此遊戲及其續作列為他們想在3DS的Virtual Console上玩到的兩款遊戲。

## 續作
《星之卡比》開創了一系列的後續之作，首部續作是在紅白機上推出的《星之卡比 夢之泉物語》，該作開創了讓卡比複製敵人能力的設計，成為後續作品裡的主要概念。該系列也有許多不同主題的衍生作品，包括競速遊戲《卡比空中滑行》、彈珠檯遊戲《卡比彈珠台》和高爾夫球動作遊戲《卡比體育場》。《星之卡比》在Game Boy上的續作《星之卡比2》於1995年推出，該遊戲沿用了《星之卡比 夢之泉物語》的複製能力設定。
超級任天堂上的《星之卡比 超級豪華版》包含了《星之卡比》初代的刪減復刻版《沐浴春風》，此版本的卡比具有複製能力以及召喚助手幫忙的能力，但刪了羅羅羅城堡這一關卡，也刪了頭目卡布拉，羅羅羅和拉拉拉成了漂流島嶼關的頭目。《星之卡比 超究極豪華版》為《星之卡比 超級豪華版》的重製加強版，此版本擷取了許多《星之卡比》額外模式裡的元素，關卡也盡可能地符合原本的《星之卡比》，儘管該遊戲裡仍然沒有羅羅羅城堡，但卡布拉頭目戰在重新設計後被放回遊戲之中。
在《任天堂明星大亂鬥》這款格鬥遊戲系列中，卡比和帝帝帝大王是可玩角色，這兩個角色的外觀都是單色的，與Game Boy中的圖像有類似的美術風格。首次登場於《任天堂明星大亂鬥DX》的場景「綠色草原」的設計概念則源自《星之卡比》的第一關。而在《任天堂明星大亂鬥3DS/Wii U》裡首次引入的對戰場景「噗噗噗之地GB」的設計概念來自《星之卡比》，該關卡的美術風格模仿Game Boy的單色畫面。

## 外部連結
- 莫比游戏上的《Kirby's Dream Land》（英文）